# Karel Pivoňka
Karel Pivoňka (16. května 1907, Kouřim – 26. prosince 1986 Praha) byl český fagotista. Vystudoval hru na Pražské konzervatoři ve třídě Josefa Fügra. Pro svůj velký talent vyhrál už jako dvacetiletý konkurz na místo prvního fagotisty v Národním divadle v Záhřebu a poté i v Národním divadle v Praze, kde během necelých dvaceti let svého působení odehrál několik set představení.
Jako osvědčený virtuóz svého hudebního nástroje natočil desítky rozhlasových a gramofonových nahrávek s Václavem Talichem, Václavem Smetáčkem aj. Od roku 1939 byl profesorem konzervatoře v Praze a později i Hudební fakulty Akademie múzických umění. Vychoval desítky špičkových fagotistů a jako porotce seděl na největších světových soutěžích (Pražské jaro, Ženeva aj.).